# Gouvernement Mauroy I
Pour les articles homonymes, voir Gouvernement Pierre Mauroy.
Ve République
Gouvernement Raymond Barre III Gouvernement Pierre Mauroy II
Le premier gouvernement Pierre Mauroy est le 15e gouvernement de la Ve République française.
Cet article présente la composition du gouvernement français sous le Premier ministre Pierre Mauroy du 22 mai au 23 juin 1981, pendant la présidence de François Mitterrand (1981-1995).

## Contexte de formation

### Contexte économique et politique

#### L'héritage de l'ère Giscard-Barre
Les Socialistes héritent d'une situation duale d'un point de vue économique et industriel.
Le Premier ministre Raymond Barre a échoué à maîtriser l'inflation, qui passe de 9,6% à sa prise de fonction à 13,6 en 1980. Le budget est quasiment en l'équilibre (-0,1%), mais le taux d'imposition a fortement augmenté (33,6% en 1974 à 40,1% en 1980), ce qui obère en partie la capacité du nouveau gouvernement à financer sa relance par une hausse des prélèvements. La dette est stabilisée à 21% depuis 1978.
Sur le plan du commerce, après avoir réussi à résorber le déficit commercial (l'équilibre avait été atteint en 1976), la balance s'est à nouveau dégradée pour atteindre -2,1% en 1980.
Dans ce contexte, François Mitterrand est élu sur ses 110 propositions. La partie économique de ce programme comporte notamment une relance publique, une défense du franc, un peu de protectionnisme (avec une volonté de ramener la part du commerce extérieur dans le PIB à 20% en 1990, contre 25% en 1980), et un plan de recrutement de la fonction publique.
Le Premier ministre choisi par le Président devra ainsi engager une politique dont les trois piliers seront une politique de relance visant à redistribuer les revenus ; étendre le périmètre d'action de l'Etat par des nationalisations ; adopter une politique dirigiste sur la question de l'emploi, en réduisant la durée du temps de travail et en augmentant le nombre d'emplois publics.

#### Les conséquences financières de l'élection du Président
L'élection de François Mitterrand provoque la panique sur les marchés. Les opérateurs financiers français comme étrangers attaquent le franc, qui tombe brutalement à son cours plancher au sein du Système monétaire européen. En 24h, plus d'un milliard de francs sortent du pays ; les petits épargnants, qui craignent d'être ruinés, se tournent vers les lingots d'or, dont le cours augmente de 5 000 francs entre le 8 et le 20 mai.
Entre le 11 et le 21 mai 1981, 5 milliards de dollars, soit le tiers des réserves de devises de l’État, sont dépensés pour soutenir le franc.
François Mitterrand refuse d'être associé à la politique des dernières semaines du gouvernement Raymond Barre (3). Il demande tout de même à Claude de Kémoularia de se mettre en contact avec les ambassades des pays exportateurs de pétrole afin de les convaincre qu'il ne faut pas retirer les pétrodollars de France.

### Choix des ministres
Le Président annonce, le 11 mai 1981, à Pierre Bérégovoy qu'il ne sera pas ministre, mais secrétaire général de l'Élysée, à la grande déception de celui-ci. Il fait ensuite le choix de Pierre Mauroy comme Premier ministre.
Le 11 mai, Mitterrand reçoit son ancien compagnon de route Maurice Faure. Il lui explique que les Affaires étrangères sont toutes trouvées pour lui, mais qu'il ne parle pas anglais, et qu'en plus, comme c'est le Président qui gère la politique étrangère, cela pourrait créer des tensions entre eux. Faure écarte l'Agriculture, qu'il qualifie de "source formidable d'emmerdements", ainsi que l'Intérieur et l’Éducation nationale. Il choisit donc d'être garde des Sceaux.
Le 18 mai, Mitterrand reçoit Claude Cheysson, à qui il propose les Affaires étrangères. Il lui demande la permission de renommer son ministère en "Relations extérieures", comme Talleyrand l'avait fait. Jacques Delors est reçu à son tour, rêvant d'être Secrétaire général de l’Élysée, mais on lui propose les Finances, qu'il accepte. Laurent Fabius aurait également souhaité être Secrétaire général (et même, avant les législatives de 1978, Secrétaire général du Gouvernement si la gauche l'avait emporté), mais obtient le Budget, étant ainsi ministre délégué rattaché à Delors.
Mitterrand propose la présidence de l'Assemblée nationale à Gaston Defferre, qui n'est pas du tout tenté ; Maurice Faure ne souhaite absolument pas être au gouvernement, mais il est nommé à la Justice. Michel Rocard souhaite obtenir l’Éducation nationale, et obtient le Plan. Alain Savary, qui voulait le Plan, obtient l’Éducation nationale.
Mauroy ne choisit qu'un seul membre du gouvernement, Jean Le Garrec, secrétaire d'État auprès du Premier ministre.
Les autres ministres, dont Jack Lang, apprennent leur nomination à la radio.

### Féminisation du gouvernement
Le gouvernement compte six femmes ministres : Nicole Questiaux, Édith Cresson, Yvette Roudy, Edwige Avice, Catherine Lalumière et Georgina Dufoix. Nicole Questiaux est la première femme nommée ministre d’État.

### Coalition
Le gouvernement est composé de 39 socialistes et de 3 radicaux de gauche. Le seul transfuge d'un gouvernement précédent est, si on exclut Gaston Defferre et Maurice Faure qui ont été ministre sous la IVe République, Michel Jobert, qui a conduit la politique étrangère sous Georges Pompidou.

## Composition initiale
Pierre Mauroy est nommé Premier ministre par un décret du 21 mai 1981 et les membres du Gouvernement par un décret en date du 22 mai 1981,.

### Premier ministre
| Image         | Fonction         |  | Nom           | Parti |
| ------------- | ---------------- |  | ------------- | ----- |
| Pierre Mauroy | Premier ministre |  | Pierre Mauroy | PS    |

### Ministres d'Etat
| Image                   | Fonction                                                            |  | Nom                     | Parti |
| ----------------------- | ------------------------------------------------------------------- |  | ----------------------- | ----- |
| Gaston Defferre         | Ministre d'État, ministre de l'Intérieur et de la Décentralisation  |  | Gaston Defferre         | PS    |
| Nicole Questiaux        | Ministre d'État, ministre de la Solidarité nationale                |  | Nicole Questiaux        | PS    |
| Michel Jobert           | Ministre d'État, ministre du Commerce extérieur                     |  | Michel Jobert           | MDD   |
| Michel Rocard           | Ministre d'État, ministre du Plan et de l'Aménagement du territoire |  | Michel Rocard           | PS    |
| Jean-Pierre Chevènement | Ministre d'État, ministre de la Recherche et de la Technologie      |  | Jean-Pierre Chevènement | PS    |

### Ministres
| Image           | Fonction                                   |  | Nom              | Parti |
| --------------- | ------------------------------------------ |  | ---------------- | ----- |
| Maurice Faure   | Garde des Sceaux, ministre de la Justice   |  | Maurice Faure    | MRG   |
| Claude Cheysson | Ministre des Relations extérieures         |  | Claude Cheysson  | PS    |
| Charles Hernu   | Ministre de la Défense                     |  | Charles Hernu    | PS    |
| Jacques Delors  | Ministre de l'Économie et des Finances     |  | Jacques Delors   | PS    |
|                 | Ministre de l'Éducation nationale          |  | Alain Savary     | PS    |
| Édith Cresson   | Ministre de l'Agriculture                  |  | Édith Cresson    | PS    |
| Pierre Joxe     | Ministre de l'Industrie                    |  | Pierre Joxe      | PS    |
| André Delelis   | Ministre du Commerce et de l'Artisanat     |  | André Delelis    | PS    |
| Jean Auroux     | Ministre du Travail                        |  | Jean Auroux      | PS    |
| Louis Mermaz    | Ministre de l'Équipement et des Transports |  | Louis Mermaz     | PS    |
| Edmond Hervé    | Ministre de la Santé                       |  | Edmond Hervé     | PS    |
|                 | Ministre du Temps libre                    |  | André Henry      | PS    |
| Jack Lang       | Ministre de la Culture                     |  | Jack Lang        | PS    |
| Georges Filloud | Ministre de la Communication               |  | Georges Fillioud | PS    |
|                 | Ministre du Logement                       |  | Roger Quilliot   | PS    |
| Michel Crépeau  | Ministre de l'Environnement                |  | Michel Crépeau   | MRG   |
| Louis Le Pensec | Ministre de la Mer                         |  | Louis Le Pensec  | PS    |
| Louis Mexandeau | Ministre des P.T.T.                        |  | Louis Mexandeau  | PS    |
| Jean Laurain    | Ministre des Anciens combattants           |  | Jean Laurain     | PS    |

### Ministres délégués
| Image              | Fonction                                                      | Ministre de rattachement               |  | Nom                | Parti |
| ------------------ | ------------------------------------------------------------- | -------------------------------------- |  | ------------------ | ----- |
| Yvette Roudy       | Ministre délégué, ministre des Droits de la femme             | Premier ministre                       |  | Yvette Roudy       | PS    |
| André Labarrère    | Ministre délégué chargé des Relations avec le Parlement       | Premier ministre                       |  | André Labarrère    | PS    |
| André Chandernagor | Ministre délégué chargé des Affaires européennes              | Ministre des Relations extérieures     |  | André Chandernagor | PS    |
| Jean-Pierre Cot    | Ministre délégué chargé de la Coopération et du Développement | Ministre des Relations extérieures     |  | Jean-Pierre Cot    | PS    |
| André Chandernagor | Ministre délégué chargé du Budget                             | Ministre de l'Économie et des Finances |  | Laurent Fabius     | PS    |
| Edwige Avice       | Ministre délégué chargé de la Jeunesse et des Sports          | Ministre du Temps libre                |  | Edwige Avice       | PS    |

### Secrétaires d'État
| Image               | Fonction                                                                          | Ministre de rattachement                                           |  | Nom                 | Parti |
| ------------------- | --------------------------------------------------------------------------------- | ------------------------------------------------------------------ |  | ------------------- | ----- |
| Jean Le Garrec      | Secrétaire d'État                                                                 | Premier ministre                                                   |  | Jean Le Garrec      | PS    |
| Catherine Lalumière | Secrétaire d'État chargée de la Fonction publique et des Réformes administratives | Premier ministre                                                   |  | Catherine Lalumière | PS    |
| Raymond Courrière   | Secrétaire d'État chargé des Rapatriés                                            | Premier ministre                                                   |  | Raymond Courrière   | PS    |
| Henri Emmanuelli    | Secrétaire d'État chargé des Départements et territoires d'outre-mer              | Ministre d'État, ministre de l'Intérieur et de la Décentralisation |  | Henri Emmanuelli    | PS    |
|                     | Secrétaire d'État chargé de la Sécurité sociale                                   | Ministre d'État, ministre de la Solidarité nationale               |  | François Autain     | PS    |
|                     | Secrétaire d'État chargé des Personnes âgées                                      | Ministre d'État, ministre de la Solidarité nationale               |  | Joseph Franceschi   | PS    |
| Georgina Dufoix     | Secrétaire d'État chargée de la Famille                                           | Ministre d'État, ministre de la Solidarité nationale               |  | Georgina Dufoix     | PS    |
|                     | Secrétaire d'État chargé de la Formation professionnelle                          | Ministre de l'Éducation nationale                                  |  | Marcel Debarge      | PS    |
| André Cellard       | Secrétaire d'État                                                                 | Ministre de l'Agriculture                                          |  | André Cellard       | PS    |
| Georges Lemoine     | Secrétaire d'État chargé de l'Énergie                                             | Ministre de l'Industrie                                            |  | Georges Lemoine     | PS    |
| François Abadie     | Secrétaire d'État chargé du Tourisme                                              | Ministre du Temps libre                                            |  | François Abadie     | MRG   |
| Alain Bombard       | Secrétaire d'État                                                                 | Ministre de l'Environnement                                        |  | Alain Bombard       | PS    |

## Répartition partisane
| Parti                      | Parti                            | Premier ministre | Ministres d'État | Ministres | Ministres délégués | Secrétaires d'État | Total |
| -------------------------- | -------------------------------- | ---------------- | ---------------- | --------- | ------------------ | ------------------ | ----- |
| Répartition le 22 mai 1981 | Répartition le 22 mai 1981       | 1                | 5                | 21        | 8                  | 9                  | 44    |
|                            | Parti socialiste                 | 1                | 4                | 17        | 6                  | 11                 | 39    |
|                            | Mouvement des démocrates         |                  | 1                |           |                    |                    | 1     |
|                            | Mouvement des radicaux de gauche |                  | 2                |           | 1                  | 3                  |       |

## Actions

### Politique budgétaire
Le deuxième Conseil des ministres, du 3 juin 1981, décide la hausse du SMIC de 10%, une augmentation de 25% des allocations familiales, ainsi que des allocations logement et du minimum vieillesse. Le programme de relance économique porté par Jacques Delors est celui qui avait été mis en place durant la campagne : un peu moins de 3% du budget, soit 30 milliards de francs, est mobilisé, soit une somme égale à 50% de la relance de Jacques Chirac en 1976.
Selon les modèles disponibles alors, cette relance devrait conduire une faible amélioration de la croissance en 1981, une croissance plus élevée en 1982, à une reprise faible de l'investissement des entreprises mais assez forte de la consommation des ménages, à une stabilisation de l'inflation et du chômage. Elle devrait cependant conduire à une aggravation du déficit extérieur en 1981, qui deviendra élevée en 1982, et à un déficit important du budget et de la Sécurité sociale en 1982 (4% du PIB contre 2% début 1981). Cette relance nécessite donc la mise en place ultérieure d'un autre plan pour contrecarrer ces effets négatifs. La présidence pense mettre en place un plan de relance de l'investissement public et privé, réduire la durée du travail, inciter à la reconquête du marché intérieur, et réformer la fiscalité et la Sécurité sociale.
Le 17 juin, le Président décide de quelques grands projets, parmi lesquels un programme d'investissement des onze grandes entreprises nationalisables, modernisation des gares et du réseau RATP, modernisation du réseau autoroutier, TGV Paris-Brest et Paris-Marseille, canal Rhin-Rhône, éradication des bidonvilles et de l'habitat insalubre, développement du programme de bioénergies et d'économie d'énergie.

### Politique industrielle et de l'emploi
Le 17 juin, est adopté en Conseil des ministres un plan « Avenir Jeunes » ainsi qu'un programme d'aide à l'investissement qui passe par une exonération des cotisations sociales patronales à hauteur de 50% pour chaque jeune de 26 ans embauché, ainsi qu'une prime à l'embauche pour les entreprises artisanales. Des contrats emploi/formation sont également mis en place. 

### Finances publiques
Le déficit s'accroît du fait de l'appréciation du dollar d'un tiers, ce qui augmente d'autant la facture pétrolière. Cela continuera sous les gouvernements suivants.
La relance décidée lors de ce premier gouvernement, et qui sera poursuivie, est prévue de conduire à un déficit important du budget et de la Sécurité sociale en 1982 (4% du PIB contre 2% début 1981).

## Analyse de la popularité
Le gouvernement Mauroy 1 bénéficie de l'état de grâce adossé à la récente victoire du Président Mitterrand. Mettant en œuvre le programme des 110 Propositions, il jouit d'une popularité certaine.

## Démission
La démission de ce gouvernement est publiée au JO du 23 juin 1981, à la suite des élections législatives de 1981. Pierre Mauroy est reconduit dans ses fonctions de Premier ministre et forme le gouvernement Pierre Mauroy 2.